# Baliga eurysticta
Baliga eurysticta is een insect uit de familie van de mierenleeuwen (Myrmeleontidae), die tot de orde netvleugeligen (Neuroptera) behoort. 
Baliga eurysticta is voor het eerst wetenschappelijk beschreven door Gerstäcker in 1885.